# So Long and Thanks for All the Shoes
 (juin 2023).
Si vous disposez d'ouvrages ou d'articles de référence ou si vous connaissez des sites web de qualité traitant du thème abordé ici, merci de compléter l'article en donnant les références utiles à sa vérifiabilité et en les liant à la section « Notes et références ».
Albums de NOFX
Heavy Petting Zoo
(1996) Pump Up the Valuum
(2000)
So Long and Thanks for All the Shoes est le septième album studio du groupe de punk rock californien NOFX.
Le livret contient la récurrente tradition d'inclure la photo de chaque membre du groupe, sauf qu'ici, les photos correspondent à d'autres membres de groupes de punk, prenant ainsi la place des membres de NOFX :
- Fat Mike est remplacé par Serge Verkhovsky, bassiste de Limp,
- El Hefe est remplacé par Otis Bartholomeu, chanteur et guitariste dans Fluf,
- Eric Melvin (crédité simplement « Melvin ») est remplacé par « Little John », roadie des Swingin' Utters,
- Erik Sandin (crédité « Smelly ») est remplacé par Chuck Platt, bassiste dans Good Riddance.

## Commentaires
La chanson Kill Rock Stars s'adresse à Kathleen Hanna, chanteuse de Bikini Kill ou de Le Tigre, égérie du mouvement Riot grrrl, qui avait accusé le chanteur de NOFX de misogynie. Elle répondra à ce morceau avec la chanson Deceptacon, avec son groupe Le Tigre dans l'album éponyme.
L'album contient la chanson Champs Élysées, reprise de Joe Dassin.
Après un blanc d'1:58, apparaît un morceau-fantôme de 0:58 : un extrait de Drugs Are Good accompagné de commentaires désobligeants d'animateur de radio (Howard Stern qui fait, sans le savoir, un clin d'œil au groupe The No Talents en assénant NOFX : « No talent! »).
Le titre de l'album est un clin d'oeil au roman de Science-Fiction So long, and thanks for all the fish (Salut, et encore merci pour le poisson) de l'écrivain britannique Douglas Adams. Dans le milieu du punk-rock, il était classique de jeter en retour sur les musiciens les chaussures perdues par ceux montant sur scène pour ensuite se jeter dans le public. Or un soir, après un concert, les membres du groupe, d'humeur taquine, décidèrent de faire une blague au public en remportant avec eux les chaussures restées sur scène.

## Pistes
1. It's My Job to Keep Punk Rock Elite – 1:21
2. Kids of the K-Hole – 2:17
3. Murder the Government – 0:46
4. Monosyllabic Girl – 0:54
5. 180 Degrees – 2:10
6. All His Suits Are Torn – 2:18
7. All Outta Angst – 1:52
8. I'm Telling Tim – 1:17
9. Champs Élysées (reprise (en français) de Joe Dassin) (Wilsh, Deighan, P Delanoë) – 2:02
10. Dad's Bad News – 2:02
11. Kill Rock Stars – 1:32
12. Eat the Meek – 3:30
13. The Desperation's Gone – 2:24
14. Flossing a Dead Horse – 1:45
15. Quart in Session – 1:38
16. Falling in Love – 2:17

Toutes les chansons ont été écrites par Fat Mike.